# Play (2019, Frankreich)
Play ist ein französischer Spielfilm aus dem Jahr 2019. Regie führte Anthony Marciano, der zusammen mit Max Boublil auch das Drehbuch geschrieben hatte. Die Hauptrollen übernahmen Max Boublil, Alice Isaaz und Malik Zidi.
In Deutschland erschien der Film am 1. Oktober 2020 als Direct-to-Video-Veröffentlichung.

## Handlung
Der Teenager Max bekommt von seinen Eltern 1993 ein Camcorder geschenkt. Er filmt von da an alle schönen Ereignisse in seinem Leben, wie Abende mit Familie und Freunden, erste Geliebte, Festivalbesuche und das Finale der Fußball-Weltmeisterschaft 1998. Aber er dokumentiert auch Schicksalsschläge wie Scheidung, Tod oder Unwetterkatastrophen. 25 Jahre später will Max den „Film seines Lebens“ schneiden, um die großen Momente noch einmal zu durchleben.

## Rezeption
Das Lexikon des internationalen Films nannte Play eine „mit viel Nostalgie und Emotionen gefütterte Komödie“, die ein einzelnes Leben „im Kontext der Zeitgeschichte“ aufspanne. Die Erzählung fasere mitunter etwas aus, werde „aber durch ausgezeichnete Darsteller wieder geerdet“.
Die cineman.ch-Kritikerin Noëlle Tschudi sah im Film eine „Liebeserklärung an die 90er-Jahre“ und eine „mit viel Schabernack und einer Prise Romantik versehene Komödie“, die trotz eines vorhersehbaren Endes einen „überwiegend positiven Gesamteindruck“ hinterlasse.